# 中洋脊

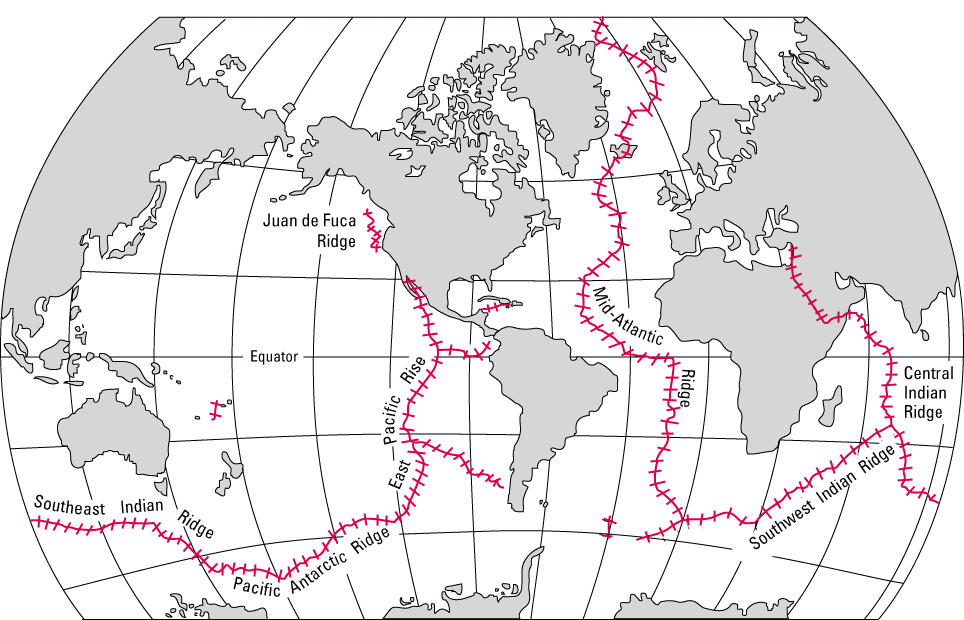
世界洋脊分布

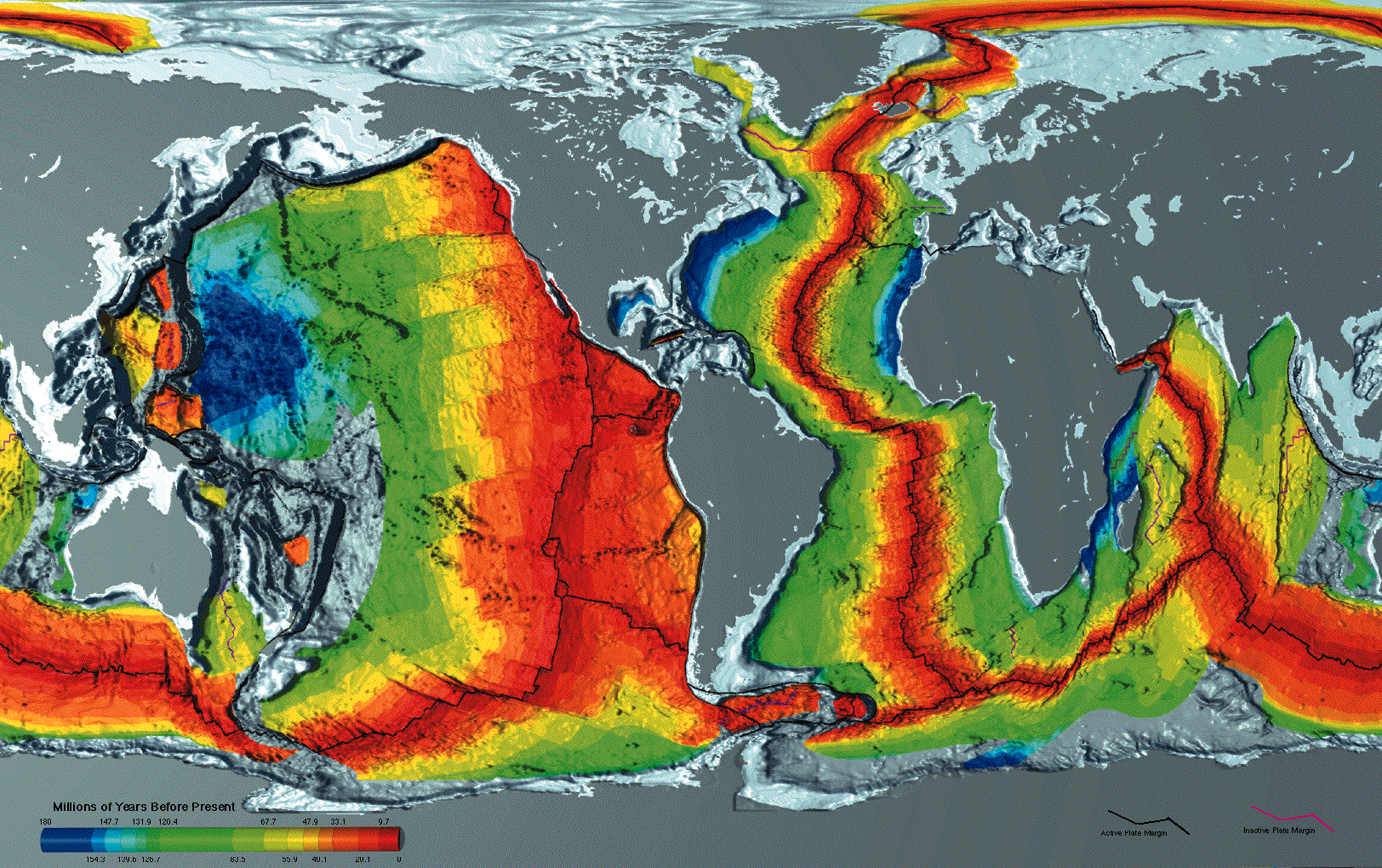
世界洋脊分布

洋脊形成

中洋脊（Mid-ocean ridge），又稱洋脊、大洋中脊、中央海嶺，是位於全球海中張裂性板塊邊界的一系列火山結構系統，也是世界中最長的山脈、海底山脈，長達80,000（49,700英里），其中連續的山脈長達65,000（40,400英里），與之相對應的地質結構是陸地上的裂谷（地塹），地函的熱對流在中洋脊中央處上升，岩漿在此湧出後，快速冷卻為玄武岩，形成新的海洋地殼。

## 背景
中洋脊构造是板块构造的一部分，在洋中脊形成的玄武岩洋壳逐渐变冷变重，发生俯冲作用，俯冲到地幔的洋壳发生变质作用进一步導致密度变大，拖曳整个洋壳向地幔运动并使得洋中脊被动扩张，洋中脊扩张后，下面的软流圈地幔被动上涌发生减压熔融，形成新的玄武质洋壳。也正因為如此，正斷層作用產生了裂谷，也出現了平行斷層。離大洋中脊愈遠的岩石愈年老，而大洋中脊中央則是最年輕的新生地殼。另一方面，由於軟流圈内的岩漿對流背離，再加上各部份的對流速度不一，因而形成轉換斷層，雖然朝著同一方向擴展（脊推機制），但移動方向卻不相同，而這些轉換斷層會出現剪切作用。最有名的中洋脊是大西洋中洋脊，冰島則是大西洋中洋脊露出海面的一部分，因此被認為是觀察中洋脊構造最方便的區域。